# Hasard (film)
Hasard er en amerikansk stumfilm fra 1919 af John Ince.

## Medvirkende
| Skuespiller     | Rolle            |
| --------------- | ---------------- |
| Bert Lytell     | Hugh Overton     |
| Frank Currier   | Basil Santoine   |
| Naomi Childers  | Harriet Santoine |
| Joseph Kilgour  | Matthew Latrone  |
| Richard Morris  | Gabriel Warden   |
| Morris Foster   | Donald Avery     |
| Gertrude Claire |                  |
| Mignon Anderson | Edith Overton    |
| Effie Conley    | Jack             |